# 1194. grenadirski polk (Wehrmacht)
1194. grenadirski polk (izvirno nemško 1194. Grenadier-Regiment; kratica 1194. GR) je bil pehotni polk Heera v času druge svetovne vojne.

## Zgodovina
Polk je bil ustanovljen 22. avgusta 1944 kot sestavni del 578. ljudskogrenadirske divizije; še v času oblikovanja so polk preimenovali v 423. grenadirski polk.